# Craig Zisk
Craig Zisk é um diretor e produtor de televisão estadunidense. Foi nomeado para o Emmy por The Larry Sanders Show e Weeds como melhor diretor de uma série de comédia.